# Winnsboro, Louisiana
Winnsboro är administrativ huvudort i Franklin Parish i den amerikanska delstaten Louisiana. Franklin Parish grundades år 1843 efter initiativ av John Winn som var ledamot av Louisianas senat. År 1844 köptes sedan mark i syfte att inrätta parishens administrativa huvudort som först hette Winnsborough. Orten har officiellt varit administrativ huvudort i parishen sedan 1846.